# Ночной рейс (термин)

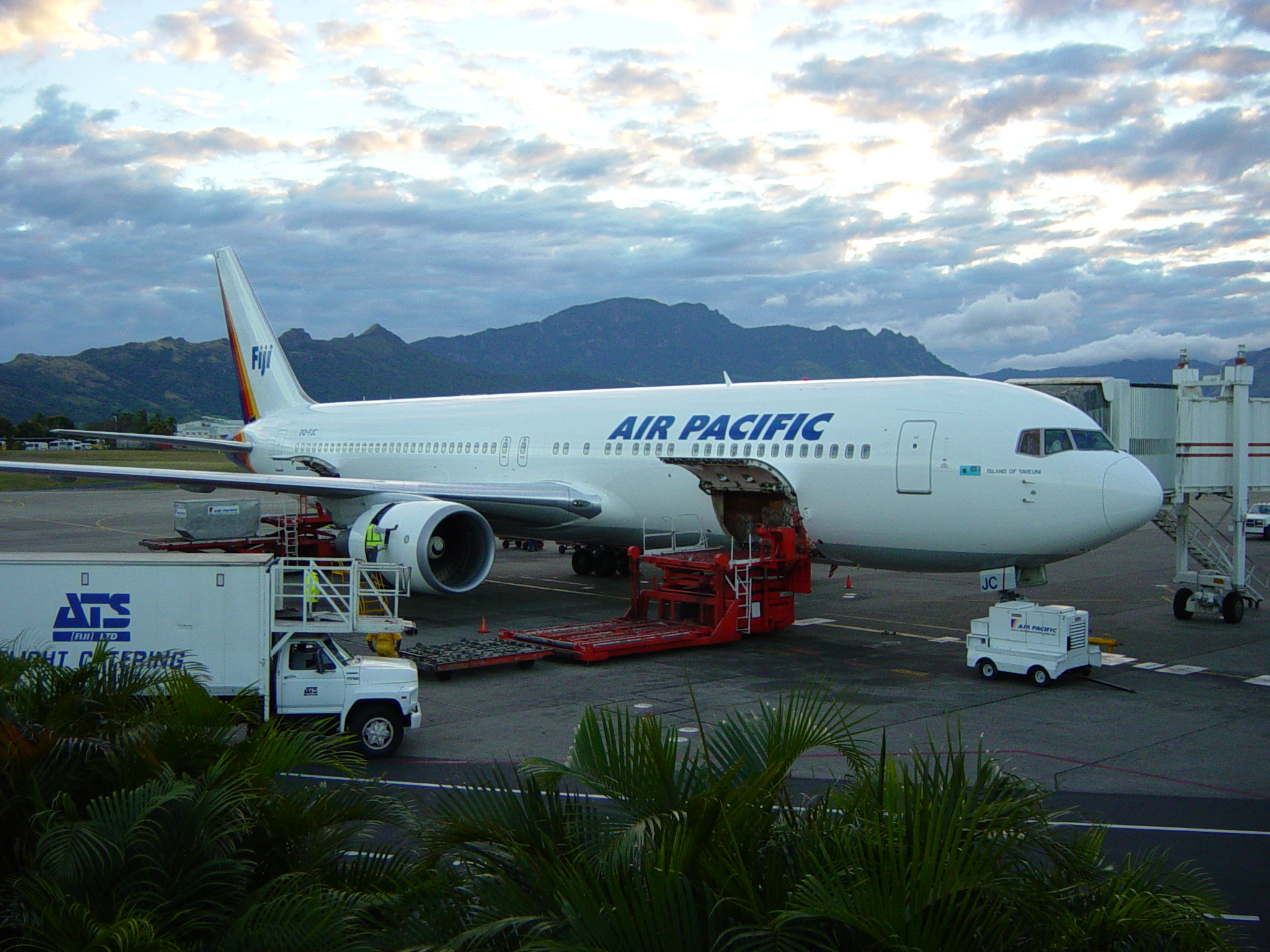
Высадка пассажиров ночного рейса в аэропорту Сува

Ночной рейс (англ. Red-eye flight или дословно «красноглазый полёт») — авиаперелёт с вылетом поздним вечером и посадкой ранним утром. Название «красноглазый полет» связано с тем, что у многих пассажиров из-за усталости во время перелета по прилете в пункт назначения глаза были красными. Термин впервые возник в 1960-х годах в аэропорту Перт — первом австралийском аэропорту, начавшем круглосуточную работу. Обычно подобные рейсы совершаются в направлении с запада на восток. Сочетание сравнительно недолгого перелета и разницы часовых поясов делает ночные рейсы экономически эффективными.
В военной авиации СССР и РФ используется термин «ночной вылет» — то есть полёт в тёмное время суток. Под это определение попадает полёт, осуществляемый после фактического захода солнца на аэродроме взлёта и до фактического его восхода на аэродроме посадки. Дневной вылет — это полёт исключительно в светлое время суток. Вылет день-ночь называется смешанным. Такая же терминология применяется при производстве полётов по отношению к лётным сменам.

## Ночные рейсы
- Россия. Российские авиакомпании используют ночные рейсы только для трансконтинентальных полетов из Москвы в Сибирь и на Дальний Восток. Из-за большого количества часовых поясов, рейсы длящиеся в среднем 5—8 часов значительно сокращают время при движении на запад, и удлиняют при движении на восток. Так например рейс «Аэрофлота» SU783 Москва — Магадан вылетает из Шереметьево в 23:05 и прилетает в аэропорт «Сокол» в 15:00 следующего дня[2].
- Европа. В 2009 году, некоторые европейские авиакомпании, такие как «Malév», осуществляли свои перелеты из Европейских городов в страны Ближнего Востока, а также на Кипр и в Россию. Рейсы из Будапешта в Бейрут, Дамаск и Ларнаку вылетали около 11-ти вечера с прибытием в пункты назначения около 4-х утра и обратным возвращением в Будапешт в 6 утра.
- Австралия. Большинство трансконтинентальных рейсов выполняется в течение дня. Ночные рейсы осуществляются из Перта в Сидней, Брисбен, Кэрнс, Канберру и Мельбурн, и из Дарвина в Сидней, Брисбен и Мельбурн. Ранее ночные рейсы осуществлялись из Австралии в Новую Зеландию и на Фиджи. В Австралию ночными рейсами прилетают пассажиры из аэропортов Юго-Восточной Азии.
- Азия. Ранее авиакомпании «All Nippon Airways» и «Japan Airlines» осуществляли ночные рейсы из Гонконга в Токио. В настоящий момент этот регион является рекордсменом по ночным рейсам. В аэропорты Ханэда и Кансай ночными рейсами прилетают пассажиры авиакомпании «Asiana Airlines», «Korean Air» и «Cathay Pacific». Последняя авиакомпания осуществляет ночной рейс из Гонконга в Инчхон, а «Asiana Airlines» и «Dragonair» — в Пусан. «Cathay Pacific» выполняет ночные рейсы из Гонконга в Сидней, Брисбен, Мельбурн и Кэрнс, а также рейсы из аэропортов Юго-Восточной Азии в Японию и Корею. Рейсы из Индии и Ближнего Востока, вылетая около полуночи приземляются в Сингапуре, Бангкоке и Куала-Лумпуре между 5-ю и 8-ю часами утра. «Филиппинские авиалинии» осуществляют ночные рейсы из Сингапура и Бангкока в Манилу. Из Манилы в Сеул ночным рейсом летят пассажиры авиакомпаний «Korean Air» и «Asiana Airlines». Этими же авиакомпаниями осуществляются полеты из Кота-Кинабалу в Инчхон[3][4]. Также у авиакомпаний есть регулярные ночные рейсы из Куала-Лумпура, Бангкока и Сингапура в Токио, Осаку, Сеул и Пусан.
- Бразилия. Две крупнейшие авиакомпании «TAM Airlines» и «Gol Transportes Aéreos» осуществляют ночные рейсы, которые очень популярны в Бразилии и известны как «Большая Сова» (порт. Corujão). Ночные рейсы по всей стране осуществляются в период с 10 вечера до 6 утра.
- США и Канада. Американские авиакомпании, также как и авиакомпании России, осуществляют трансконтинентальные ночные рейсы с Западного на Восточное побережье, а также с материковых аэропортов на Гавайи и Аляску[5]. Вылетая около 22 часов, ночные рейсы прилетают к полудню. При этом время в пути составляет 3—5 часов.

## В культуре
- Действие триллера «Ночной рейс» (англ. Red Eye) происходит на борту самолёта во время ночного рейса Даллас — Майами. В реальности из аэропорта Далласа в Майами вылетают лишь 4 дневных рейса и ни одного ночного[6].